# Marcus Vipsanius Agrippa
Marcus Vipsanius Agrippa (/əˈɡrɪpə/; 23 tháng 10 hoặc tháng 11 năm 64/63 TCN – năm 12) là một chính khách, vị tướng và kiến trúc sư La Mã. Ông là bạn thân, con rể, phó tướng của Augustus và chịu trách nhiệm cho việc xây dựng một số công trình đẹp trong lịch sử của La Mã và là người giúp mang lại những chiến thắng quân sự quan trọng, đáng chú ý nhất trong trận Actium chống lại các lực lượng của Mark Antony và Cleopatra. Nhờ kết quả của những chiến thắng này, Octavian trở thành Hoàng đế La Mã đầu tiên, lấy tên của Augustus. Agrippa hỗ trợ Augustus trong việc xây dựng Roma bằng cẩm thạch và cải tạo cống dẫn nước để cung cấp cho tất cả các tín hữu Rôma, từ mọi tầng lớp xã hội, tiếp cận với các dịch vụ công có chất lượng cao nhất. Ông chịu trách nhiệm cho việc xây dựng nhiều phòng tắm, mái cổng và các khu vườn và đã từng được người ta cho là đã xây dựng Pantheon. Agrippa là bố vợ của Hoàng đế La Mã thứ hai Tiberius, ông ngoại của Hoàng đế Caligula, ông cố ngoại của Hoàng đế Nero.

## Sách tham khảo
- Badian, E. (1981). "Notes on the Laudatio of Agrippa". Classical Journal. Quyển 76. tr. 97–109.
- Buchan, J. (1937). Augustus. Boston: Houghton Mifflin.
- Evans, H.B. (1982). "Agrippa's Water Plan". American Journal of Archeology. Quyển 86 số 3. tr. 401–411. doi:10.2307/504429.
- Firth, J.B. (1903). Augustus Caesar and the Organization of the Empire of Rome. New York: G. P. Putnam's Sons.
- Gray, E.W. (1970). "The Imperium of M. Agrippa: A Note on P. Colon. Inv. No. 4701". Zeitschrift für Papyrologie und Epigraphik. Quyển 6. tr. 227–238.
- Lendering, Jona. "Marcus Vipsanius Agrippa". Livius. Bản gốc lưu trữ ngày 14 tháng 5 năm 2011. Truy cập ngày 22 tháng 4 năm 2007.
- McKechnie, P. (tháng 10 năm 1981). "Cassius Dio's Speech of Agrippa: A Realistic Alternative to Imperial Government?". Greece and Rome. Quyển 28 số 02. tr. 150–155. doi:10.1017/S0017383500033258.
- Metello, Manuel Dejante Pinto de Magalhães Arnao (1998). Metellos de Portugal, Brasil e Roma (bằng tiếng Bồ Đào Nha). and João Carlos Metello de Nápoles. Lisboa: Edição Nova Arrancada. ISBN 972-8369-18-2.
- Reinhold, Meyer (1933). Marcus Agrippa: A Biography. Geneva: W. F. Humphrey Press.
- Roddaz, Jean-Michel (1934). Marcus Agrippa (bằng tiếng Pháp). Rome: École Française de Rome.
- Shipley, Frederick W. (1933). Agrippa's Building Activities in Rome. St. Louis: Washington University.